# Trung tâm lâm sàng Đại học ở Gdańsk
Trung tâm lâm sàng Đại học ở Gdańsk (tiếng Ba Lan: Uniwersyteckie Centrum Kliniczne w Gdańsku, viết tắt là UCK) là bệnh viện giảng dạy chính tại Đại học Y Gdańsk. Đây là một bệnh viện đa khoa, lớn nhất ở phía bắc Ba Lan và là một trong những bệnh viện lớn nhất nước này. Nó bao gồm Trung tâm Y tế xâm lấn, được hoàn thành vào năm 2011 và là một trong những cơ sở y tế hiện đại nhất ở châu Âu. Nó là nơi tọa lạc của một số của bệnh viện nội trú khoa, đề cập đến trong ngữ Ba Lan như phòng khám. Hiện Trung tâm y tế không xâm lấn đang được xây dựng và sắp khai trương.

## Cơ cấu tổ chức dịch vụ y tế
Về mặt điều trị bệnh nhân, Trung tâm lâm sàng Đại học bao gồm các phòng khám nội trú sau:

### Phòng khám nội trú
- Phòng khám Dị ứng và Pneumology
- Phòng khám Gây mê và Trị liệu chuyên sâu
- Phòng khám Phẫu thuật lồng ngực
- Phòng khám tổng quan, nội tiết và phẫu thuật cấy ghép
- Phòng khám Phẫu thuật Ung bướu
- Phòng khám phẫu thuật thẩm mỹ
- Phòng khám chỉnh hình
- Phòng khám nhãn khoa
- Cơ sở Chăm sóc và Sức khỏe - chăm sóc dài hạn
- Y học gia đình
- Phòng khám bệnh tâm thần và rối loạn thần kinh
- Trung tâm lâm sàng Tim mạch
- Phòng khám tai mũi họng với Khoa phẫu thuật miệng và Maxillofacial
- Phòng khám bệnh nội khoa, bệnh mô liên kết và Lão khoa
- Phòng khám Nội tiết và Bệnh Nội khoa
- Phòng khám Da liễu, Bệnh viện và Dị ứng
- Phòng khám Tiêu hóa và Gan mật
- Y học nghề nghiệp
- Phòng khám Huyết học và Cấy ghép
- Phòng khám Phẫu thuật Tim và Mạch máu
- Phòng khám Tim mạch nhi và Khiếm khuyết tim bẩm sinh
- Phòng khám tăng huyết áp và đái tháo đường
- Phòng khám Bệnh nhi và Thiếu niên và Bệnh cao huyết áp
- Phòng khám chuyên khoa thận, ghép tạng và bệnh nội khoa
- Phòng khám phẫu thuật thần kinh
- Phòng khám thần kinh người lớn
- Phòng khám thần kinh phát triển
- Phòng khám Ung bướu và xạ trị
- Phòng khám Nhi khoa, Huyết học và Ung bướu
- Phòng khám Nhi khoa, Bệnh tiểu đường và Nội tiết
- Phòng khám phục hồi chức năng
- Khoa cấp cứu lâm sàng
- Phòng khám phụ khoa, phụ khoa ung thư và nội tiết phụ khoa
- Phòng khám Sản khoa
- Phòng khám sơ sinh
- Phòng khám tiết niệu